# Tre Deckare löser Skrikande spegelns gåta
Alfred Hitchcock och Tre Deckare löser Skrikande spegelns gåta (originaltitel Alfred Hitchcock and the Three Investigators in The Secret of the Haunted Mirror) är den tjugoförsta delen i den fristående Tre deckare-serien. Boken är skriven av M. V. Carey 1974 och utgiven på svenska 1976 av B. Wahlströms bokförlag och översatt av Kurt G. Möller.

## Handling
Tre Deckare blir inbjudna till Mrs. Darnley efter att ha försökt hjälpa henne att ta fast en inbrottstjuv. Mrs. Darnley samlar på speglar och hennes senaste fynd är Señor Chiavos, en magiker som levde i Madrid för 200 år sedan, spegel. Señor Rafael Santora, som utger sig för att vara ättling till Chiavos, är synnerligen ivrig på att få köpa spegeln. Han säger att det vilar en förbannelse över spegeln. Snart kan de höra skratt och ser en spöklik varelse i spegeln.